# Paul Penzone

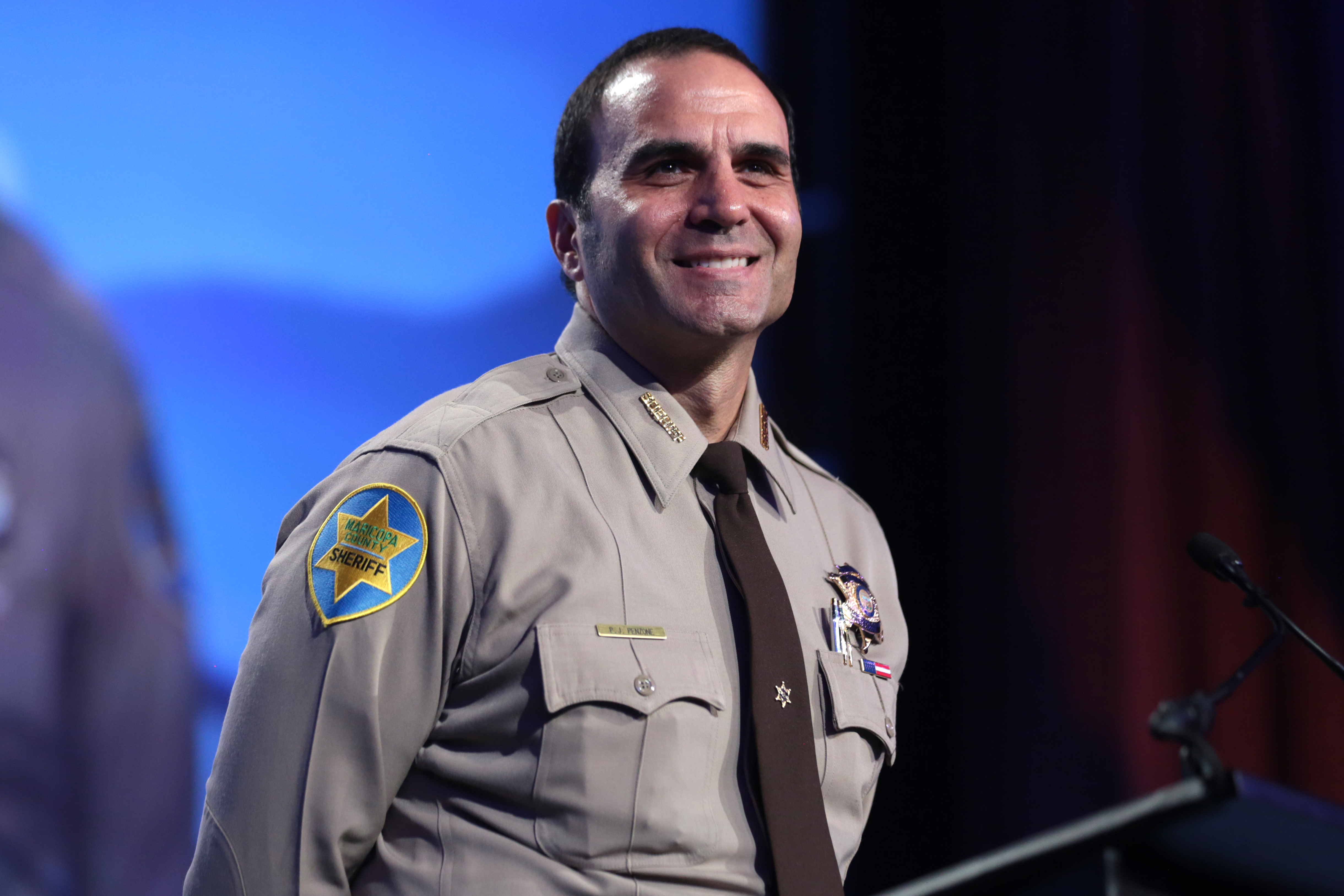
Paul Penzone

Paul Penzone (* 29. März 1967) ist ein US-amerikanischer Sheriff. Er ist Sheriff von Maricopa County, Arizona, United States. Penzone wurde 2016 zum Sheriff gewählt und besiegte den langjährigen Amtsinhaber Joe Arpaio. Penzone ist ein ehemaliger Sergeant des Phoenix Police Department.

## Früheres Leben und Ausbildung
Penzone wurde in Trenton, New Jersey geboren. Er ist der Sohn von Rose und Charlie Penzone, und italienischer Abstammung. Penzone besuchte die Phoenix's Cortez High School und studierte Strafjustiz am Glendale Community College und der Northern Arizona University.

## Polizist in Phoenix
Penzone arbeitete ab 1988 beim Phoenix Police Department und diente 21 Jahre lang. Sieben Jahre lang leitete Penzone das „Silent Witness“ -Programm des Phoenix Police Department, mit dem Zeugen dazu ermutigt wurden, Verbrechen zu melden. Penzone leitete das Programm während der hochkarätigen Ermittlungen zum „Baseline Killer“ und „Serial Shooter“. Penzone erstellte eine spanischsprachige Version des Programms.
Nach seinem Ausscheiden aus dem Polizeidienst trat Penzone als Vizepräsident der gemeinnützigen Gruppe Childhelp bei. Die Gruppe konzentriert sich auf die Verhinderung von Kindesmisshandlung und Vernachlässigung.

## Maricopa County Sheriff

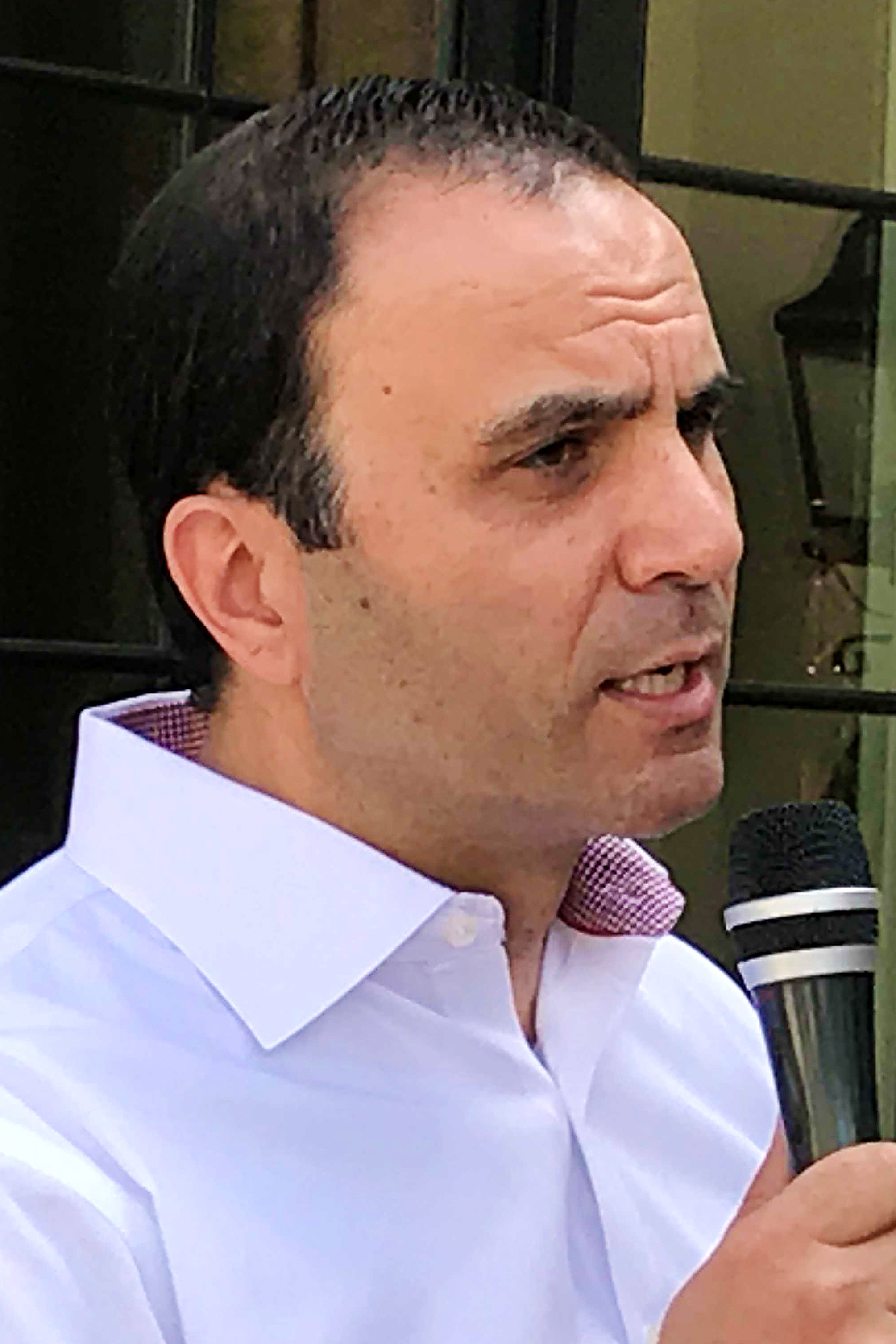
Penzone (2018)

Penzone bewarb sich 2012 zum ersten Mal um ein gewähltes Amt in einem erfolglosen Wahlkampf für den Sheriff von Maricopa County gegen den amtierenden Joe Arpaio. Bei dieser Wahl (bei der Arpaio Penzone mit einem Vorsprung von acht zu eins übertroffen hat) erhielt Arpaio etwas mehr als 50 % der Stimmen zu Penzones 45 %, wobei der parteilose Kandidat Mike Stauffer einen entfernten dritten Platz belegte.
2016 trat Penzone erneut gegen Arpaio an, der zu diesem Zeitpunkt bereits 24 Jahre im Amt war (sechs Amtszeiten). Bei den demokratischen Vorwahlen, traf Penzone zunächst auf Joe Rodriguez, den Vorgesetzten des Arizona Department of Corrections. Rodriguez zog sich jedoch im April 2016 aus dem Rennen zurück und setzte sich für Penzone ein, um Sheriff Arpaio im November „zum besiegen Bürger von Maricopa County zu machen.“
Bei den allgemeinen Wahlen im November 2016 besiegte Penzone Arpaio mit 665.478 Stimmen (55,6 %) und Arpaio mit 531.674 Stimmen (44,4 %). Während seiner Kampagne versprach Penzone, „das Department auf Strafverfolgung zu konzentrieren und die Steuergelder, die zuvor für Bürgerrechtsklagen ausgegeben worden waren, einzudämmen.“ Arpaio, eine umstrittene Persönlichkeit, war wegen Missachtung eines Gerichtsbeschlusses zur Einstellung des „Racial profiling“ von Latinos strafrechtlich angeklagt worden. Penzone nannte das Verhalten von Arpaio, das zur Verachtung führte, „unverzeihlich“. Während der Kampagne – die von der Arizona Republic (Tageszeitung) als ein „intensives, unangenehmes Rennen“ bezeichnet wurde – verklagte Penzone Arpaio wegen Diffamierung einer von Arpaio betriebenen Angriffsanzeige.
Penzone versprach, das Büro des Sheriffs unparteiisch zu leiten. Zu diesem Zweck versprach er, einige der „unorthodoxen und spaltenden“ Praktiken von Arpaio rückgängig zu machen, die Penzone als Publicity ansieht, wie zum Beispiel Gefängnisinsassen zu zwingen, rosa Unterwäsche zu tragen und „Nachforschungen“ anzustellen. Penzone sagte auch, dass er den Einsatz von Häftlingsketten reduzieren und „Tent City“ (ein Bereich des Gefängnisses, in dem Häftlinge in Militärzelten untergebracht sind) überprüfen würde.
Nach seiner Wahl zum gewählten Sheriff wählte Penzone ein neues Führungsteam im Büro des Sheriffs. Penzone trat sein Amt am 1. Januar 2017 an.
Im April 2017 gab Penzone bekannt, dass er auf Empfehlung eines Beratungsausschusses, Tent City schließen werde. Er glaubte, die Einrichtung sei ein „Zirkus“, der das Verbrechen nicht wirksam abschreckte. Der Betrieb von Tent City wurde innerhalb von sechs Monaten eingestellt. Es schloss im Oktober fast ohne Aufsehen zu erregen.